# 43º Stormo
Il 43º Stormo Bombardamento Terrestre, che fu in servizio nella Regia Aeronautica dal 1º aprile 1940 al comando del Colonnello Luigi Questa, era composto dal 98º Gruppo (240ª e 241ª Squadriglia) e dal 99º Gruppo (242ª Squadriglia e 243ª Squadriglia). Era dislocato presso l'aeroporto di Cameri ed a quello di Milano-Bresso.
Inizialmente equipaggiato con i bombardieri bimotori Fiat B.R.20, questi vennero integrati con i trimotori Savoia-Marchetti S.M.84.
Al 10 giugno 1940 era a Cameri formato dal XCVIII Gruppo del Magg. Mario Tenti:
- 240ª Squadriglia (6 BR 20)
- 241ª Squadriglia (5 BR 20)

e dal XCIX Gruppo del Ten. Col. Ivo Ravazzoni:
- 242ª Squadriglia (6 BR 20)
- 243ª Squadriglia (5 BR 20)

Nel 1940 costituì, assieme al 13º Stormo B.T., la componente da bombardamento del Corpo Aereo Italiano. 
Lo Stormo era comandato fino al 10 settembre 1940 dal Colonnello Questa che disponeva di 37 BR 20M a Chièvres. Lo Stormo contribuì partecipando alle prime azioni di guerra contro la Francia nel giugno 1940 e successivamente alle operazioni di incursioni aeree sul territorio britannico condotte dalla Luftwaffe durante la battaglia d'Inghilterra. L'otto settembre 1943 lo Stormo Bombardamento Terrestre era con il XCVIII Gruppo all'Aeroporto di Gioia del Colle con la 240ª (5 SM 84) e 241ª Squadriglia (4 SM 84).